# Antimima dolomitica
Antimima dolomitica là một loài thực vật có hoa trong họ Phiên hạnh. Loài này được (Dinter) H.E.K.Hartmann mô tả khoa học đầu tiên năm 1998.